# 莫里斯·赛姆斯
莫里斯·赛姆斯（英語：Maurice Symes，1945年—），新西兰男子草地滚球运动员。他曾代表新西兰参加1986年和1990年英联邦运动会草地滚球比赛，其中1990年英联邦运动会获得一枚铜牌。